# تلایو
تلایو (انگلیسی: Telio) شرکت مخابرات نروژی است، که در سال ۲۰۰۳ تأسیس شد.